# Бороздин, Георгий Александрович
Георгий Александрович Бороздин (26 ноября 1835 — 12 декабря 1909, Москва, Российская империя) — русский генерал-лейтенант от кавалерии, участник русско-турецкой войны (1877—1878).

## Биография
Из дворян. Родился 26 ноября 1835 года. Получив полное гимназическое образование, вступил в службу 27 января 1851 года и уже в 1856 году, был корнетом гвардии, а спустя 4 года — штабс-ротмистром. Будучи командиром эскадрона, в 1866 году произведен в полковники, в 1870 году назначен командиром 8-го гусарского Лубенского Его Императорского Высочества Эрц-Герцога австрийского Карла-Людвига полка. В этой должности Георгий оставался до 1877 года. Во главе гусарского полка принял участие в русско-турецкой войне 1877—1878, в ходе которой был произведен в генерал-майоры и назначен командиром 1-й бригады 12-й кавалерийской дивизии (1878).
В 1883 году стал командующим 9-й кавалерийской дивизии, с 1885 года возглавил 8-ю кавалерийскую дивизию. 30 августа 1886 года произведен в генерал-лейтенанты. С 14 ноября 1894 года занимал пост командира 15-го армейского корпуса. Числился по армейской кавалерии и в списках 24-го драгунского Лубенского полка.
Скончался 12 декабря 1909 года.

## Награды
- Орден святого Станислава 1 степени с мечами (1877)
- Орден святого Александра Невского
- Орден святого Владимира 3 степени с мечами (1878)
- Золотое оружие «За храбрость» (1878)